# Gaviotas Sur (El Cedral)
Gaviotas Sur (El Cedral) es una localidad del municipio de Centro ubicado en la subregión centro del estado mexicano de Tabasco.

## Geografía
La localidad de Gaviotas Sur (El Cedral) se sitúa en las coordenadas geográficas 17°57′07″N 92°53′30″O / 17.951944, -92.891667, a una elevación de 2 metros sobre el nivel del mar.

## Demografía
Según el Conteo de Población y Vivienda 2020, efectuado por el Instituto Nacional de Estadística y Geografía, la localidad de Gaviotas Sur (El Cedral) tiene 2,079 habitantes, de los cuales 1,034 son del sexo masculino y 1,045 del sexo femenino. Su tasa de fecundidad es de 2.03 hijos por mujer y tiene 547 viviendas particulares habitadas.
| Gráfica de evolución demográfica de Gaviotas Sur (El Cedral) entre 1980 y 2020 |
|                                                                                |
| INEGI.                                                                         |